# Hammond (Maine)
Hammond – miasto w Stanach Zjednoczonych, w stanie Maine, w hrabstwie Aroostook.